# Otago Retreat
Der Otago Retreat ist ein Fjord an der Südwestküste der Südinsel von Neuseeland.

## Geographie
Otago Retreat befindet sich an der Südwestküste der Südinsel und ist der südlichste Fjord des Naturschutzgebietes von Fiordland. Der südöstliche Küstenabschnitt des Gewässers bildet mit rund 8,6 km das Festland und die gegenüberliegende Seite mit rund 6 km die Insel Coal Island. Insgesamt ist der rund 8 km² große Fjord rund 7 km lang und öffnet sich zur Tasmansee hin auf eine Breite von rund 1,6 km. Zum Inland hin schließt das Gewässer des Rakituma / Preservation Inlet an und bildet einen rund 2,3 km breiten Übergang vom Moonlight Point von Coal Island zur Küstenlinie des 160 m hohen Te Oneroa an der Festlandseite.